# らくらくホンII
らくらくホン II（らくらくホン・ツー）は、NTTドコモの第二世代携帯電話 (mova) 端末、 mova F671i（ムーバ・エフ ろく なな いち・アイ）のブランド名である。
らくらくホンシリーズ第二弾で、製造は松下通信工業（現パナソニック モバイルコミュニケーションズ）に代わって富士通が手がける。
形状はフリップ式、iモードに対応するが、iアプリは対応せず、カメラも搭載していない。

## 歴史
- 2001年5月7日　 電気通信端末機器審査協会による技術基準適合認定の設計認証（設計認証番号A01-0324JP、J01-0102）
- 2001年6月1日　 テレコムエンジニアリングセンターによる技術基準適合証明の工事設計認証（工事設計認証番号WAA0126）
- 2001年8月27日　開発を発表。
- 2001年9月1日　 プレシャスゴールド発売
- 2002年2月　　  フローラルピンク発売
- 2012年3月31日　movaサービス終了により使用はこの日限りとなる。